# شهرستان قوچان
شهرستان قوچان از شهرستان‌های شمالی استان خراسان رضوی است. مرکز این شهرستان، شهر قوچان است. این شهرستان در تاریخ ۱۳۱۶ در دومین قانون تقسیمات کشوری ایران ایجاد گردید.

## جمعیت
طبق آمارگیری سال ۱۳۹۵، جمعیت این شهرستان ۲۵۰٬۰۰۰ نفر برآورد شده‌است. که پیش‌بینی می‌شود شهرستان قوچان بیشترین رشد را در بین شهرهای استان داشته باشد. شهر قوچان را در منابع مختلف تاریخی بسیاری از مورخان اولین پایتخت اشکانیان می‌دانند. اکثزیت قاطع مردم این شهرستان بیشتر از پارسی زبانها ها وکرمانج ها می باشند.

## جغرافیا
شهر قوچان در مدار جغرافیایی ۳۶درجه و۳۷دقیقه تا ۳۷ درجه و ۴۰دقیقه عر ض شمالی از استوا و ۵۸ درجه و۱۰دقیقه تا ۵۸درجه و ۵۸دقیقه طول شرقی نصف‌النهار گرینویچ واقع شده‌است. قوچان در قبل از تقسیمات کشوری دارای دهستان‌های جیریستان، سرحد، قوشخانه و گیفان امروزی در نزدیکی بجنورد بوده‌است.

### کوه‌ها
کوه‌های معروف قوچان عبارتند از: آق کمر، سنجربیگ، آسلمه، علی بلاغ در شمال و همچنین کوه‌های شاهداغی، امام داغ.
بلندترین قله کوه هزار مسجد به نام کوه هزار مسجد با ارتفاع بیش از ۳ هزار متر است که در خارج از محدوده شهرستان است. در واقع این رشته کوه در منطقه قوچان از شرق گیفان تا گردنه الله اکبر امتداد دارد. در این محدوده ارتفاعات و قلل رفیعی به شرح زیر قرار گرفته‌است:
۱-کوه سلطان زیر آبه در۲۱ کیلومتری شمال شرقی قوچان با ارتفاع ۲۰۶۶ متر.
۲-کوه شاه داغی در ۲۵ کیلومتری شمال غربی قوچان با ارتفاع ۲۰۸۳ متر.
۳-کوه آق کمر در ۱۹ کیلومتری شمال غرب باجگیران با ارتفاع ۲۹۰۳ متر.
۴–کوه سنجر بیک در ۱۲٫۵ کیلومتری جنوب غرب باجگیران با ارتفاع ۲۵۵۰ متر.
۵-کوه ارمودله در ۱۴ کیلومتری جنوب غرب باجگیران با ارتفاع ۲۷۱۸ متر.
۶-کوه کیسمار در ۲۸ کیلومتری شمال شرقی فاروج با ارتفاع ۲۷۱۸ متر.
رشته کوه بینالود آلاداغ که در بیشتر نقاط خط الراس آن محدوده مرزهای شهرستان قوچان به شهرستان‌های اسفراین و نیشابور را تشکیل می‌دهد از جنوب شرقی قوچان تا قله شاه جهان در جنوب غربی فاروج در محدوده شهرستان قوچان امتداد دارد.
مرتفع‌ترین فله رشته کوه بینالود آلاداغ قله شاه جهان است که بیش از ۳۰۰۰ متر ارتفاع داشته و در میان شهرستان‌های قوچان اسفراین و شیروان واقع شده‌است. از مهم‌ترین قلل این رشته می‌توان به موارد زیر اشاره نمود:
۱-کوه حیدری در۵۰ کیلومتری جنوب شرقی قوچان با ارتفاع ۲۹۱۹ متر.
۲-کوه بزغاله کش در۲۴ کیلومتری جنوب غربی قوچان با ارتفاع ۲۴۸۳ متر.
۳-کوه شاه جهان در ۳۵ کیلومتری جنوب غربی فاروج با ارتفاع ۳۱۰۲ متر.
کوه‌های قوچان عموماً محل ییلاق دامداران است، در این کوه‌ها گون که از ساقه آن کتیرا استخراج می‌شود به حد وفور یافت می‌شود ویکی از منابع درآمد مردم و روانه شدن محققان گیاهان دارویی به کوه‌های مذکور می‌باشد.

### رودها
به دلیل وجود ارتفاعات هزارمسجد، آلاداغ و شاه جهان به سبب بارش فراوان برف و باران، منطقه قوچان دارای چشمه‌های فراوان و رودخانه‌های محلی است.
مهم‌ترین رودخانه قوچان رود اترک است که از شرق قوچان یعنی از حوزه آبریز لاله رویان، یدک و الهیان سرچشمه گرفته و پس از تلاقی به آب‌های رودخانه یادگار، عمارت و بادخور در نزدیکی قوچان در بستری تنگ جریان گرفته و پس از گذشتن از فاروج و شیروان و مشروب ساختن قسمت عمده‌ای از آبادی‌های خود به سمت شمال بجنورد جاری می‌گردد و پس از مخلوط شدن با رودخانه‌های محلی وارد منطقه گرگان شده و مرز ایران و ترکمنستان را به عنوان مرز طبیعی تشکیل می‌دهد. این رودخانه در چات به رودخانه دیگری موسوم به سومبار می‌پیوندد و با شیبی ملایم به دریای خزر می‌ریزد. طول این رودخانه ۵۰۰ کیلومتر و عرض متوسط آن ۲۰ متر می‌باشد در تابستان اغلب کم‌آب و در بیشتر قسمت‌ها خشک می‌باشد.
رودخانه‌هایی که از قوچان سرچشمه گرفته و به شهرهای دیگر جاری می‌شوند وبا مصرف دیگر کشاورزی می‌رسند عبارتند از:
- اترک، فرق، رشوانلو
- رود استاد و خسرویه، داغیانی، چری، قره شاهوردی و رودخانه شارک و دوربادام که وارد خاک ترکمنستان می‌شود.

### دیگر مکان‌های طبیعی
قوچان با داشتن هوای معتدل و باغ‌های فراوان از جمله شهرهای ییلاقی خراسان محسوب می‌شود. ییلاقات معروف قوچان در خارج از حوزه شهری عبارت است از:روستای برسلان منطقه حفاظت شده دربادام، روستای شمخال، منطقه حفاظت شده قرچقه، آبگرم شهر کهنه، آبشار و دره سراب، سد تبارک، روستای شارک.

### پوشش جانوری
گونه‌های مهم جانوری این منطقه قوچ و میش، کل و بز، گرگ، خوک، روباه، کبک (پرنده)، هما، سارگپه، خارپشت، عقاب طلایی، پایکا، خرگوش، خفاش، انواع مار، ماهی آزاد و شیرماهی و پلنگ ایرانی می‌باشد.

### پوشش گیاهی
گیاهانی چون ارس، زرشک و درمنه در این منطقه به وفور دیده می‌شود.
سراسر دره‌های این منطقه پوشیده از گیاهان مختلف می‌باشد که برای دامداران محل مطلوبی است، گیاهان دارویی این منطقه نیز عبارتند از: کتیرا، درمنه ترکی، شه تره، ترنجبین (که عرقیات گیاهی قوچان به همین دلیل معروف است). نوع خاک این منطقه زراعی است و از جنس رسی شنی ـ شنی رسی ـ هوموسی و در بعضی نقاط سیاه می‌باشد. خاک نواحی کوهستانی شمال سیاه و از لحاظ کشاورزی بسیار مناسب است.

## کشاورزی
شهرستان قوچان بواسطه وجود ارتفاعات و دره‌های متعدد و چشمه‌های فراوان از پوشش گیاهی متنوعی برخوردار است و در هر حوضه گیاهان خاصی وجود دارد، شقایق و لاله وحشی از گل‌های فراوان کوهستان‌ها و جلگه‌های قوچان است. گیاهانی با نام‌های محلی مانند: چریش، زیانی گزی و کنگر محلی در کوهستان‌های قوچان فراوان و مورد استفاده‌است.
در کوه‌های شمالی قوچان خصوصاً در منطقه حفاظت شده، قوچ، میش و بز کوهی یافت می‌شود. شهرستان قوچان بواسطه وجود ارتفاعات کوه‌های هزارمسجد، آلاداغ، شاه جهان در تابستان معتدل و در زمستان بسیار سرد است.
دره‌های کوه‌های این ناحیه پوشیده از نباتات مختلف بوده و برای دامداران محلی مطلوب است.
موقعیت کشاورزی قوچان بسیار مشهور بوده به‌طوری‌که قوچان را «خمیرخانه» یا «انبار گندم خراسان» لقب داده بودند. در قوچان غلات به‌طور عمده گندم، جو، ذرت، عدس و گیاهانی از قبیل منداب، کنجد و گرچک به خوبی به عمل می‌آید. قوچان دارای تاکستان‌های بسیار است و باغ‌هایی از قبیل زردآلو، گوجه، شفتالو، سیب و به در جای جای این شهر به وفور به چشم می‌خورد.
در این حوزه به منظور حفاظت باغات از سرمای زمستان معمولاً تاک‌ها را در پایان پاییز به زیر خاک می‌خوابانند و در اوایل بهار به محض جوانه زدن از خاک خارج می‌نمایند و همانگونه که در نشریه عمرانی منطقه خراسان آمده‌است قوچان از نظر کشاورزی و حاصلخیزی و همچنین از لحاظ محصول غله در بین شهرهای شمال خراسان از همه معروفتر می‌باشد. وسعت کل زمین‌های قابل کشت ۲۶۶۷۸۵ هکتار و وسعت کشت آبیش ۱۵۷۵۵۸ هکتار است. سطح کل مراتع ۲۵۶۶۱۵ جمعیت شاغل در بخش کشاورزی به کل جمعیت ۴۱/۵ درصد و نسبت سطح زیر کشت به مساحت کاربری اراضی ۲۵ درصد دارای ۴۵ حلقه چاه عمیق و نیمه عمیق، ۱۴۰ رشته قنات دایر و ۱۱۶ چشمه سار و ۲۳ رود فصلی و دائمی است. ۹۵ درصد خاک از نوع شیرین و ۵ درصد خاک شور است. پوشش طبیعی این ناحیه حدود ۲۸۰/۰۰۰ هکتار است که شامل ۲۰ درصد مرتع و ۳ درصد جنگل و درخت‌های ارس و ۶۲ درصد زمین‌های زراعتی است گندمهایی که در منطقه قوچان به عمل می‌آید عبارتند از انواع ارقام فرانسوی - الموت - بزستایا - کرج یک - روشن - سبلان - سرداری که بیشتر در مناطق کوهپایه کشت می‌شود.
در قوچان غلات به صورت آبی و دیم کشت می‌شود و محصول آن از لحاظ کمیت و کیفیت قابل توجه‌است. شهرستان با تنوع کشت زراعی ۲۹ نوع و تنوع باغات ۱۷ نوع، رتبه اول و دوم در کشت علوفه غلات، سیب زمینی، حبوبات و انگور و گردو را در استان داراست و در جمع تولید ردیف هفتم از شهرستان‌های استان را دارد.

### دامپروری
گله داری و دامپروری از فعالیت‌های مهم تولید مردم قوچان مخصوصاً ایل زعفرانلو و طوایف آن است. کیفیت بالای لبنیات قوچان (شیر، ماست خشک و انواع ماست، کشک، دوغ، کره، پنیر، روغن زرد یا حیوانی و …) حاصل توجه کشاورزان و دامداران این منطقه و مرهون مراتع سرسبز، گیاهان معطر و خوشبوی کوهساران است که به مصرف تغذیه گوسفندان و دام‌های منطقه می‌رسد و بدین لحاظ لبنیات قوچان بسیار معروف است.
پرورش گوسفند کردی که مخلوطی از نژادهای کردی و گرگانی و بلوچی است در نواحی سرد سیرشمال خراسان بخصوص قوچان رایج است. گوسفند کردی نژادی گوشتی است و از نظر پروار کردن اهمیت دارد و این مهم از لبنیات گرفته تا فراورده‌های دیگر دامی منطقه محتاج توجه بیشتر و سرمایه‌گذاری صنعتی در این منطقه‌است.

### عسل
عسل نیز یکی از محصولاتی است که به تازگی تولید آن رشد چشمگیری داشته‌است. به‌طوری‌که تولید عسل در منطقه قوچان و خراسان شمالی از سال ۱۳۸۰به ۷ برابر افزایش یافته‌است؛ و بی‌دلیل نیست که عسل نیز در سبد سوغات این منطقه همانندکشمش و شیره انگور جای گرفته‌است.
از ویژگی‌های عسل‌های شمال خراسان به ویژه عسل قوچان می‌توان به ارگانیک بودن و تغذیه کاملاً طبیعی آن اشاره کرد. به دلیل وجود مراتع سرسبز و بکر همانند کوه‌های شاه جهان و همچنین دامنه رشته کوه‌های بینالود زمینه مساعدی جهت پرورش زنبور عسل و تولید ارگانیک عسل فراهم شده‌است. آزمایش‌های گوناگون بر روی عسل‌های این منطقه نشان داده‌است که عسل قوچان یکی از با کیفیت‌ترین عسل‌های ایران می‌باشد؛ و به دلیل ارگانیک بودن این عسل‌ها درجه کیفیت آن A++ می‌باشد.

## صنایع دستی
ازنظر صنایع دستی در شهر قوچان صنعت پوستین دوزی، نمد مالی و سفالگری رونق خاصی دارد، گلیم بافی و چاروق دوزی (نوعی کفش)، ساغری، گیوه و … هنوز معمول و متداول است.
زنان روستایی این شهر اغلب به بافتن قالی و قالیچه کردی که به اصطلاح محلی خرسک می‌گویند مشغولند. به‌طوری‌که اخیراً تولید و فروش استاندارد با کیفیت مطلوب به منظور صادرات توسط کمیته صنایع جهاد کشاورزی و همچنین توجهات ویژه کمیته امداد امام به بافندگان محروم رونق خاصی پیدا کرده و از نظر رده‌بندی در سطح استان جزو بالاترین نوع بافت و در سطح کشور نیز شاخص می‌باشد.
دیگر صنایع دستی قوچان عبارتند از: کمخت، جاجیم بافی، عرقچین دوزی، جوراب بافی، دستکش پشمی، کیسه حمام، چوخه دوزی (گونه‌ای لباس مردانه از جنس برک (پشم نرم بز و گوسفند).

## تقسیمات کشوری
شهرستان قوچان تا سال ۱۳۸۳ دارای سه بخش باجگیران، فاروج و مرکزی بود. بخش فاروج در سال ۱۳۸۳ از این شهرستان جدا شد و شهرستان فاروج تأسیس شد. در ۲۹ آذر ۱۳۹۹ با تصویب هیئت وزیران دو بخش جدید به نام آبکوه و قوچان عتیق در این شهرستان ایجاد شد. در حال حاضر این شهرستان شامل چهار بخش، هفت دهستان و دو شهر است:
- بخش باجگیران
  - دهستان دولت‌خانه

شهر: باجگیران
- بخش مرکزی شهرستان قوچان
  - دهستان سودلانه
  - دهستان شیرین‌دره

شهرها: قوچان، مزرج
- بخش آبکوه
  - دهستان بهار
  - دهستان دوغائی

شهر: آلماجق
- بخش قوچان عتیق
  - دهستان قوچان عتیق
  - دهستان یزدان

شهر: شهر کهنه